# Canistropsis
Canistropsis (лат.) — небольшой род растений семейства Бромелиевые (Bromeliaceae), естественно произрастающий на территории Бразилии.

## Название
Латинское (научное) название рода Canistropsis происходит от названия рода Canistrum и греческого слова «opsis», что означает «похожий».

## Ботаническое описание

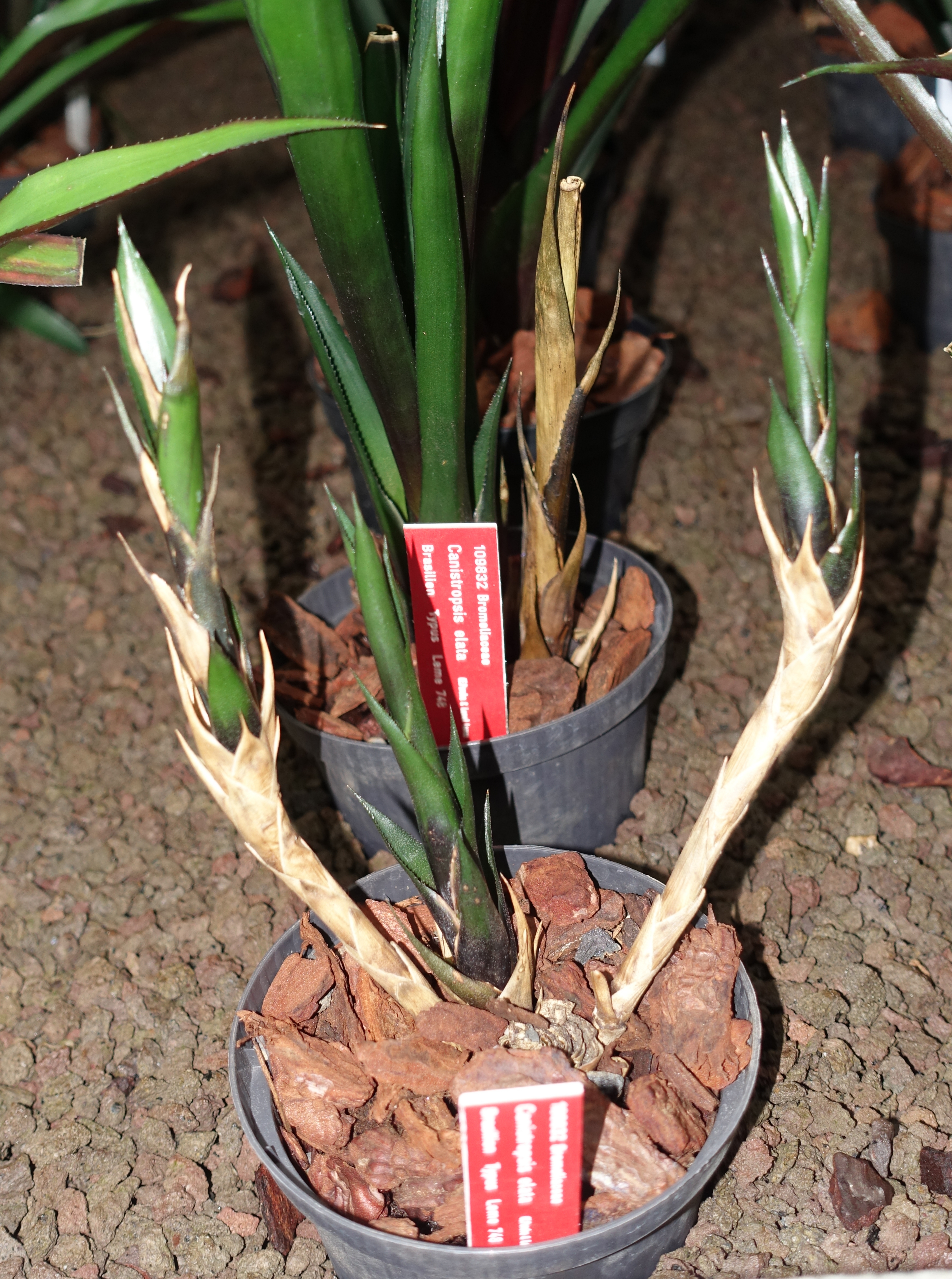
Canistropsis elata

Представители рода — многолетние травянистые растения, преимущественно эпифиты. Шершавые листья размещены на сжатой оси побега и образуют воронки, в которых накапливается вода. Поверхность листьев частично жесткая.
Соцветия обычно располагаются в центре и почти не выходят за пределы листовой воронки, так как оси побегов в этой области остаются сжатыми. У некоторых видов оси побегов не сжаты, и соцветия заметно выступают за пределы воронки. Прицветники, как правило, ярко окрашены. Цветки гермафродитные, с пятью кругами лепестков, радиально-симметричные и тройчатые. Чашелистиков три, лепестки — синие или белые. Имеются два круга по три тычинки. Три плодолистика срастаются, образуя нижнюю завязь. Плоды — ягоды.

## Таксономия
Canistropsis (Mez) Leme, первое упоминание в Canistropsis - Bromeliads Atlantic Forest : 20 (1998).

### Виды
Согласно данным сайта WFO Plant List на июнь 2024 года, род состоит из 10 видов:
- Canistropsis albiflora (L.B.Sm.) H.Luther & Leme
- Canistropsis billbergioides (Schult. & Schult.f.) Leme
- Canistropsis burchellii (Baker) Leme
- Canistropsis correia-araujoi (E.Pereira & Leme) Leme
- Canistropsis elata (E.Pereira & Leme) Leme
- Canistropsis exigua (E.Pereira & Leme) Leme
- Canistropsis marceloi (E.Pereira & Moutinho) Leme
- Canistropsis microps (É.Morren ex Mez) Leme
- Canistropsis pulcherrima (E.Pereira & Leme) Leme
- Canistropsis seidelii (L.B.Sm. & Reitz) Leme